# Guerino Grimaldi
Guerino Grimaldi (Roccapiemonte, 11 settembre 1916 – Salerno, 12 aprile 1992) è stato un arcivescovo cattolico italiano.

## Biografia
Nato a Casali di Roccapiemonte, in provincia di Salerno, l'11 settembre 1916 da Raffaele e Maria Polichetti, fu battezzato lo stesso giorno. Ricevette la sua formazione presso la Badia Benedettina di Cava de' Tirreni, il Pontificio Regionale Seminario di Salerno, e la Facoltà di Teologia di Posillipo-Napoli, conseguendo la licenza.
Ordinato sacerdote da mons. Nicola Monterisi il 13 luglio 1941, insegnò Lettere presso il Seminario Arcivescovile e Religione presso il Liceo Scientifico e l'Istituto Magistrale di Salerno. Vice-parroco di Santa Maria delle Grazie, il 15 agosto 1946 fu nominato parroco di San Pietro in Camerellis.

### Ministero episcopale
A 51 anni fu nominato vescovo titolare di Salpi ed ausiliare per le sedi di Salerno e Acerno. Ricevette la consacrazione episcopale il 21 aprile 1968 dal cardinale Carlo Confalonieri, assistito da mons. Demetrio Moscato e mons. Federico Pezzullo.
Nominato vescovo di Nola il 19 marzo 1971, dopo la scomparsa di mons. Adolfo Binni, fu anche amministratore apostolico della diocesi di Acerra, vacante fino al 1978. Il 2 luglio 1982 fu promosso arcivescovo coadiutore di Salerno, Vescovo coadiutore di Campagna e amministratore apostolico di Acerno. Il 20 ottobre 1984 succedette alle medesime sedi.                                
Il 26 maggio 1985 riceve a Salerno la visita di papa Giovanni Paolo II a conclusione del nono centenario della morte di san Gregorio VII, il papa morto in esilio a Salerno e nella cattedrale sepolto. Papa Wojtyla è il dodicesimo pontefice a visitare Salerno. Nel corso della Messa, celebrata in piazza della Concordia, il Papa impone a mons. Guerino Grimaldi il pallio che spetta agli arcivescovi metropoliti. 
Il 30 settembre 1986 le tre sedi furono unite nell'arcidiocesi di Salerno-Campagna-Acerno.
Il 12 aprile 1992 fu colpito da un attacco cardiaco poco dopo aver celebrato la Messa della Domenica delle Palme: morì a 75 anni di età intorno alle 13.30. La salma fu esposta presso la curia di Salerno, nel salone degli stemmi, dove migliaia di persone gli resero l'ultimo saluto. Le esequie furono celebrate nella cattedrale di Salerno, presiedute dal cardinale Michele Giordano, arcivescovo di Napoli. Secondo i suoi desideri,  fu sepolto nel cimitero della sua nativa Casali di Roccapiemonte vicino ai resti mortali dei suoi amati genitori all'interno della tomba di famiglia.

## Genealogia episcopale e successione apostolica
La genealogia episcopale è:
- Cardinale Scipione Rebiba
- Cardinale Giulio Antonio Santori
- Cardinale Girolamo Bernerio, O.P.
- Arcivescovo Galeazzo Sanvitale
- Cardinale Ludovico Ludovisi
- Cardinale Luigi Caetani
- Cardinale Ulderico Carpegna
- Cardinale Paluzzo Paluzzi Altieri degli Albertoni
- Papa Benedetto XIII
- Papa Benedetto XIV
- Papa Clemente XIII
- Cardinale Marcantonio Colonna
- Cardinale Giacinto Sigismondo Gerdil, B.
- Cardinale Giulio Maria della Somaglia
- Cardinale Carlo Odescalchi, S.I.
- Cardinale Costantino Patrizi Naro
- Cardinale Lucido Maria Parocchi
- Papa Pio X
- Papa Benedetto XV
- Papa Pio XII
- Cardinale Carlo Confalonieri
- Arcivescovo Guerino Grimaldi

La successione apostolica è:
- Vescovo Gioacchino Illiano (1987)